# Xenozoicum
Xenozoicum (Xenozoic Tales i original) är en amerikansk tecknad science fiction-serie om en framtidsvärld där dinosaurierna har återkommit och dominerar Jorden, skapad av Mark Schultz. Serien har även tecknats av Steve Stiles.
Den första xenozoiska historien dök upp i den amerikanska tidningen Death Rattle Anthology #8, 1986. Året därpå fick serien sin egen serietidning i USA betitlad Xenozoic Tales.
Spinoffserien "Cadillacs and Dinosaurs" har under Schultz övervakning publicerats av både Marvel och Topps i USA. 

## Publicering
Under titeln Jack Cadillac publicerades serien i Seriemagasinet Extra 1990–91. Tio avsnitt av "Xenozoicum" publicerades därefter i svenska Fantomen under 1994. 
| Originaltitel                                               | Svensk publicering                                                                           |
| ----------------------------------------------------------- | -------------------------------------------------------------------------------------------- |
| "Xenozoic", Death Rattle nr 8                               |                                                                                              |
| "An archipelago of stone", Xenozoic Tales nr 1              | "En arkipelag av sten", Seriemagasinet Extra nr 2/1990 "Öar av sten", Fantomen nr 1/1994     |
| "Opportunists", Xenozoic Tales nr 1                         | "Opportunisterna", Seriemagasinet Extra nr 2/1990 "De flygande väktarna", Fantomen nr 2/1994 |
| "Law of the land", Xenozoic Tales nr 1                      | "Djungelns lag", Seriemagasinet Extra nr 2/1991 "Vildmarkens lag", Fantomen nr 6/1994        |
| "Rogue", Xenozoic Tales nr 2                                | "Odjuret", Fantomen nr 10/1994                                                               |
| "Mammoth pitfall", Xenozoic Tales nr 2                      | "Mammutfällan", Fantomen nr 11/1994                                                          |
| "Rules of the game", Xenozoic Tales nr 2                    | "Spelets regler", Fantomen nr 13/1994                                                        |
| "Benefactor", Xenozoic Tales nr 3                           | "Hjälparen", Fantomen nr 15/1994                                                             |
| "The road not taken", Xenozoic Tales nr 3                   | "Vägvalet", Seriemagasinet Extra nr 2/1991 "Vid vägens slut", Fantomen nr 5/1994             |
| "History lesson", Xenozoic Tales nr 4                       | "Historielektionen", Fantomen nr 20/1994                                                     |
| "Postal service", Xenozoic Tales nr 4                       |                                                                                              |
| "Excursion", Xenozoic Tales nr 5                            | "Utflykten", Fantomen nr 23/1994                                                             |
| "Dog's life", Xenozoic Tales nr 5                           |                                                                                              |
| "Foundling", Xenozoic Tales nr 6                            |                                                                                              |
| "Green air", Xenozoic Tales nr 6                            |                                                                                              |
| "Intrusion", Xenozoic Tales nr 6                            |                                                                                              |
| "The growing pool", Xenozoic Tales nr 7                     |                                                                                              |
| "Crossed currents", Xenozoic Tales nr 7                     |                                                                                              |
| "In the dreamtime", Xenozoic Tales nr 8                     |                                                                                              |
| "Foul weather", Xenozoic Tales nr 8                         |                                                                                              |
| "Last link in the chain", Xenozoic Tales nr 9               |                                                                                              |
| "The aqueduct", Xenozoic Tales nr 9                         |                                                                                              |
| "Lords of the earth", Xenozoic Tales nr 10                  |                                                                                              |
| "Fields of expertise", Xenozoic Tales nr 10                 |                                                                                              |
| "Primeval", Xenozoic Tales nr 11                            |                                                                                              |
| "Report from the resistance", Xenozoic Tales nr 11          |                                                                                              |
| "Two cities", Xenozoic Tales nr 12                          |                                                                                              |
| "A woman's work", Xenozoic Tales nr 12                      |                                                                                              |
| "The known world in the Xenozoic era", Xenozoic Tales nr 12 |                                                                                              |
| "Dangerous grounds", Xenozoic Tales nr 13                   |                                                                                              |
| "Boiling point", Xenozoic Tales nr 13                       |                                                                                              |
| "Another swarm", Xenozoic Tales nr 14                       |                                                                                              |

 Artikeln var, i den version den hade den 1 februari 2006, helt eller delvis hämtad från Seriewikin (hos Seriefrämjandet): Xenozoicum